# Tom Keating
Thomas Patrick Keating (ur. 1 marca 1917 w Lewisham, zm. 12 lutego 1984 w Colchesterze) – angielski malarz i fałszerz sztuki.
Pochodził z niezamożnej rodziny. Mieszkał w Londynie. Pracował jako konserwator obrazów i dekorator wnętrz, usiłując także wykorzystać swój talent malarski do sprzedaży własnych obrazów, jednak jego dzieła nie spotkały się z aprobatą ze strony świata sztuki i zwyczajnych ludzi. Keating zdecydował się na podrabianie obrazów najwybitniejszych malarzy: wykonał 2000 sfałszowanych dzieł w rozpoznawalnym stylu ponad 100 artystów, w tym Edgara Degasa, Auguste'a Renoira czy Johna Constable'a. Jednocześnie pozostawiał na falsyfikatach wulgarne napisy, widoczne po szczegółowej analizie i prześwietleniu ich. W 1970 wyjawił swoje fałszerstwa światu, zyskując rozgłos. W 1976 zaczął prowadzić własny program telewizyjny, w którym zawarł kurs malowania w stylu mistrzów malarstwa. Z żoną Helen (żył z nią później w separacji) miał syna Douglasa. W 1977 został aresztowany, jednak zły stan zdrowia doprowadził do umorzenia sprawy. Zmarł na atak serca w szpitalu w Colchesterze.